# Charles Watson-Wentworth
Charles Watson-Wentworth (ur. 13 maja 1730 w Wentworth Woodhouse, zm. 1 lipca 1782 w Wimbledonie) – wigowski polityk brytyjski, dwukrotny premier Wielkiej Brytanii. Zgromadził się wokół niego tak zwany „Stary Kadłub Wigów”, w którym znaczną rolę odgrywał Edmund Burke.
Był synem Thomasa Watsona-Wentwortha, 1. markiza Rockingham, i lady Mary Finch, córki 2. hrabiego Nottingham. Wychowywał się w rodzinnym Wentoworth Woodhouse w południowym Yorkshire. Wykształcenie odebrał w Westminster School oraz w St John’s College na Uniwersytecie Cambridge. W 1746 r. zaciągnął się do armii księcia Cumberland, która tłumiła powstanie jakobitów.
Do 1733 r. pisany jako Czcigodny Charles Watson-Wentworth, od 1733 do 1746 wicehrabia Higham, od 1746 hrabia Malton.
Po śmierci ojca w 1750 r. odziedziczył tytuł 2. markiza Rockingham i zasiadł w Izbie Lordów. Był wówczas znany jako wielki amator wyścigów konnych. Nawet kiedy stanął na czele brytyjskiego rządu, nie widział powodu, by w czasie np. ciężkiego kryzysu gabinetowego nie mógł pojechać oglądać ulubionych wyścigów.
Już w 1751 r. został Lord of the Bedchamber króla Jerzego II. W 1761 r. otrzymał Order Podwiązki. Stanowisko na dworze królewskim utracił w 1762 r., po tzw. „masakrze pelhamowskich niewiniątek”. Niedługo potem Rockingham stał się liderem opozycyjnej wobec rządu George’a Grenville’a grupy wigowskich polityków.
Pozbawiony oparcia w parlamencie gabinet Grenville’a upadł w 1765 r. Dzięki namowom księcia Cumberland, król Jerzy III powierzył misję tworzenia rządu Rockinghamowi. Nowy rząd uchylił Stamp Act z 1765 r., który nakładał wyższe podatki na brytyjskie kolonie. Konflikty między członkami gabinetu doprowadziły jednak do jego upadku w 1766 r.
Następne 16 lat Rockingham spędził jako polityk opozycji. Popierał żądania amerykańskich kolonii i krytykował politykę rządu lorda Northa podczas wojny o niepodległość USA. Po upadku gabinetu Northa w 1782 r. Rockingham ponownie został premierem. Na tym stanowisku rozpoczął negocjacje zmierzające do zakończenia wojny ze Stanami Zjednoczonymi. Zmarł jednak po 14 tygodniach urzędowania w lipcu 1782 r.
Nigdy się nie ożenił i nie pozostawił potomstwa. Wszystkie jego tytuły parowskie wygasły wraz z jego śmiercią.